# Cratere Kemurdzhian
Kemurdzhian è un cratere sulla superficie di Marte.